# Fågelbord

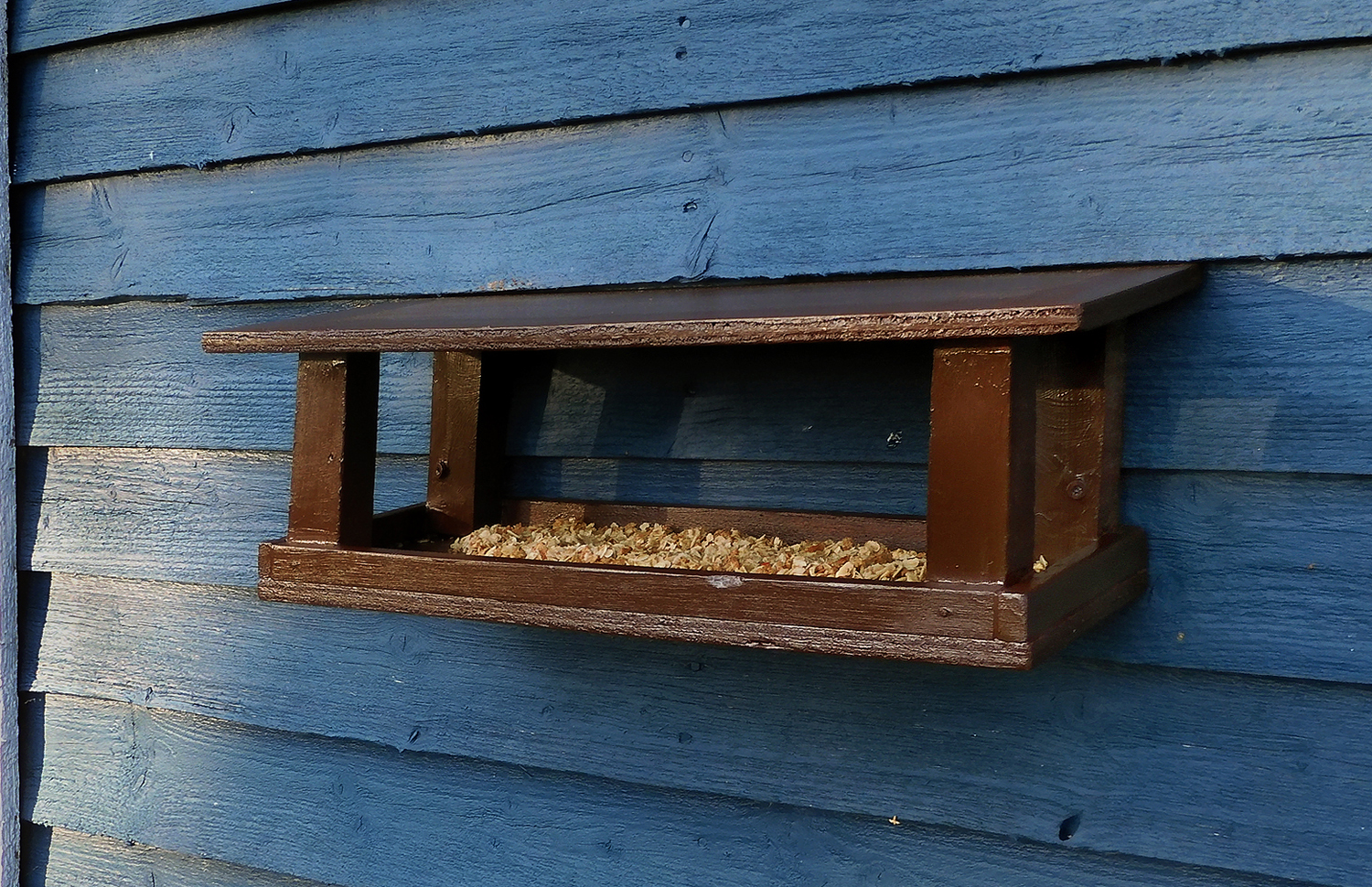
Ett hemmagjort fågelbord på en husvägg.

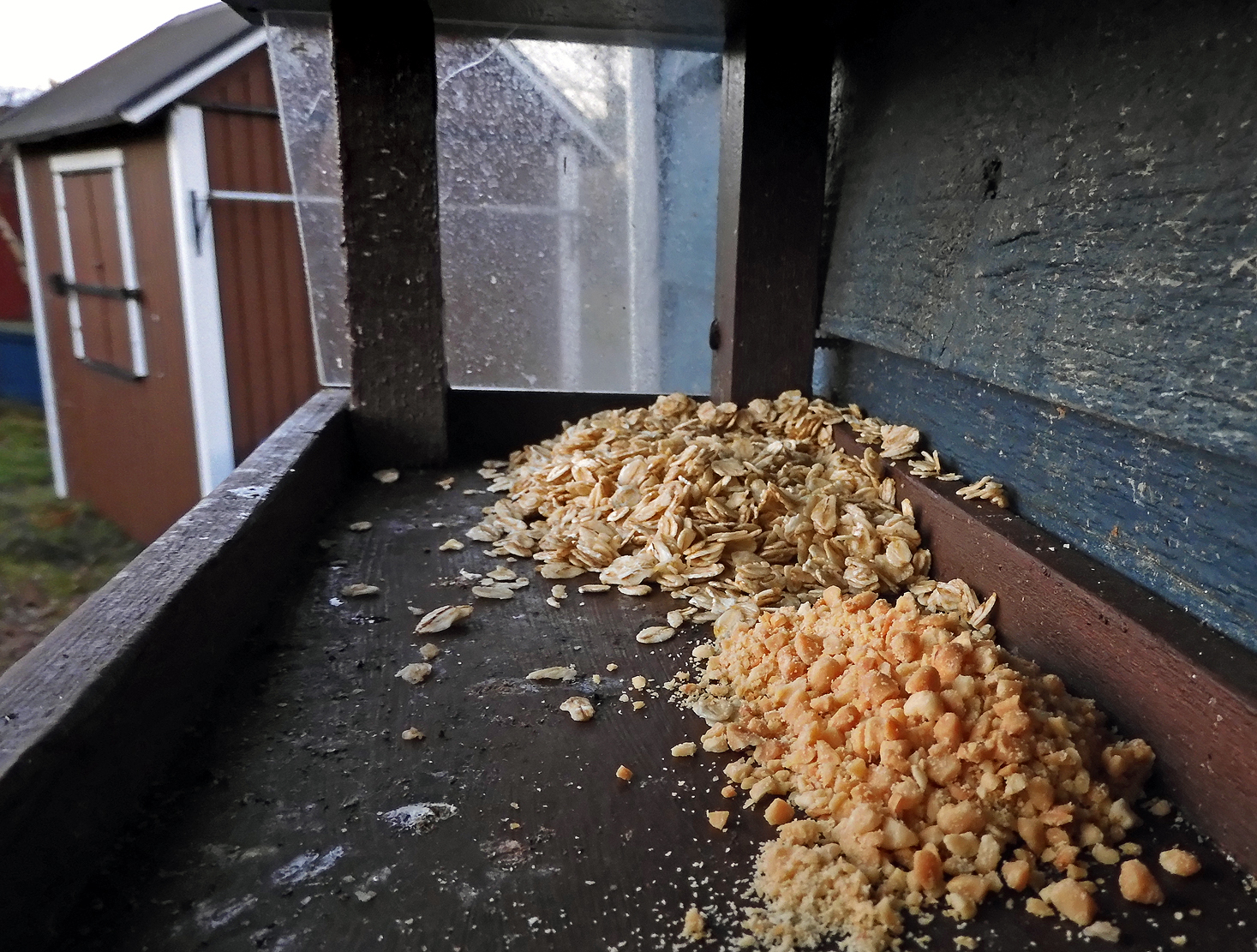
Ett fågelbord med havregryn mättade med matolja, och rivna jordnötter.

Ett fågelbord är en matplats för regelbunden utfodring av framförallt småfåglar. Bordet kan vara av olika konstruktion, storlek och material. Det monteras som regel på ett fönsterbleck eller balkongräcke eller på en stolpe i en trädgård eller i en park. Att mata fåglar är en vanlig företeelse över hela världen. Att stödmata vintertid är till stor hjälp för småfåglar att klara en kall vinter. Sommartid är matningen till hjälp när fåglarna föder upp sina ungar. I allmänna parker finns ofta ett eller flera fågelbord, där utfodring sköts av parkarbetare eller av allmänheten. Vanligt förekommande foder är olika typer av fröer, nötter, brödsmulor, talg och lämpligt matavfall.

## Bilder

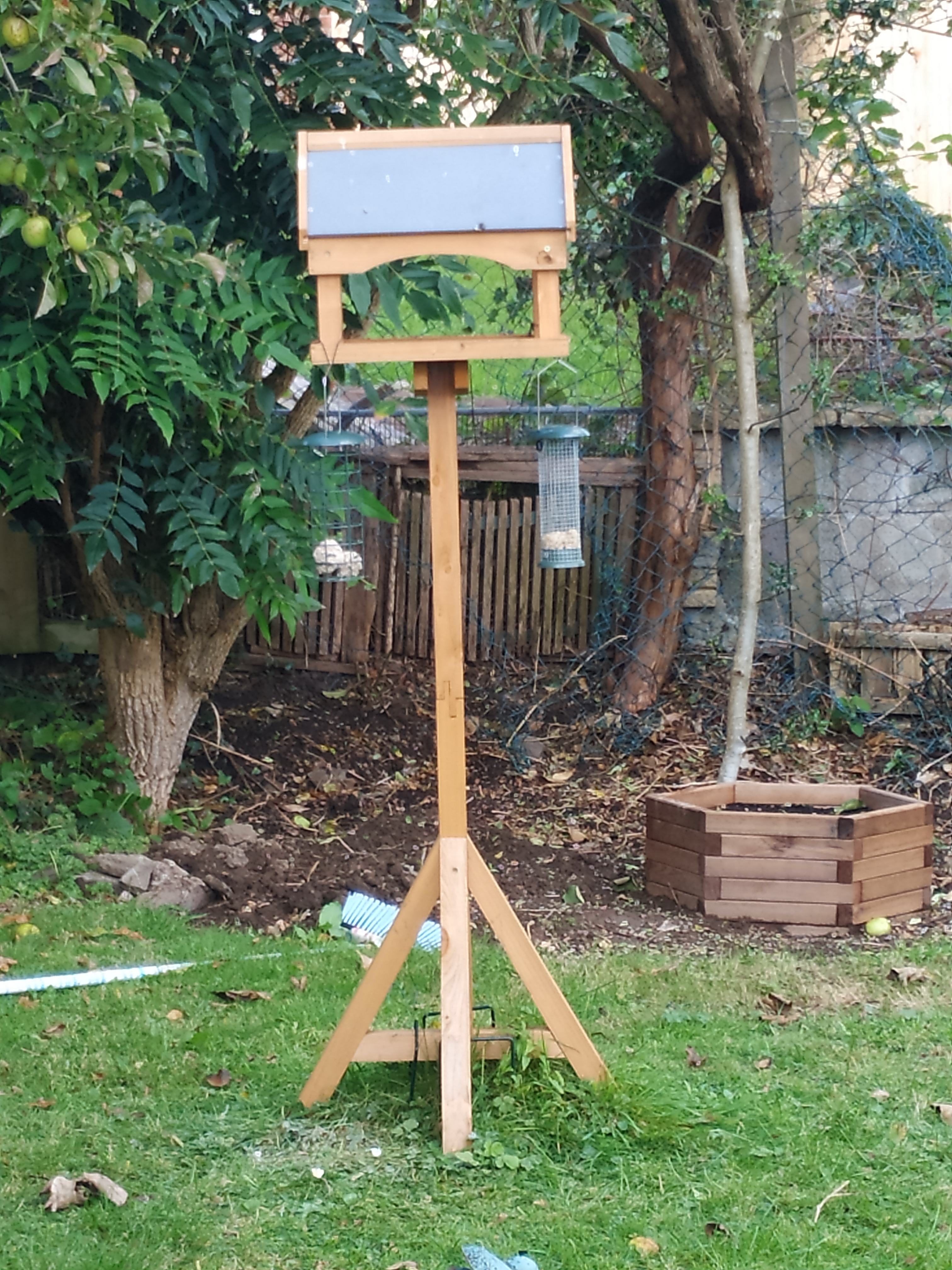
Ett fågelbord på en stolpe i en trädgård.
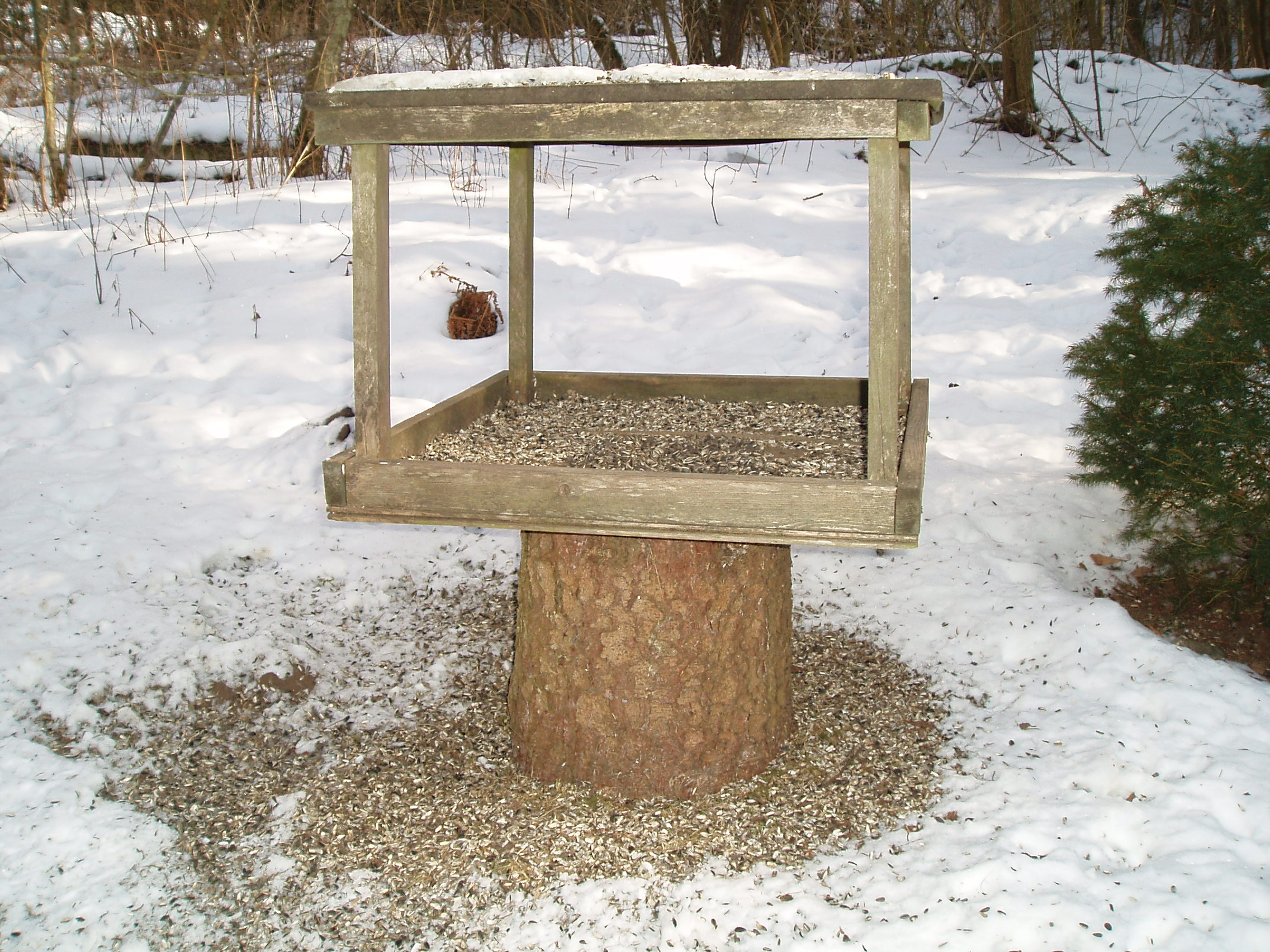
Ett stort fågelbord för utfodring av skogsfåglar.